# Словаки у Воєводині

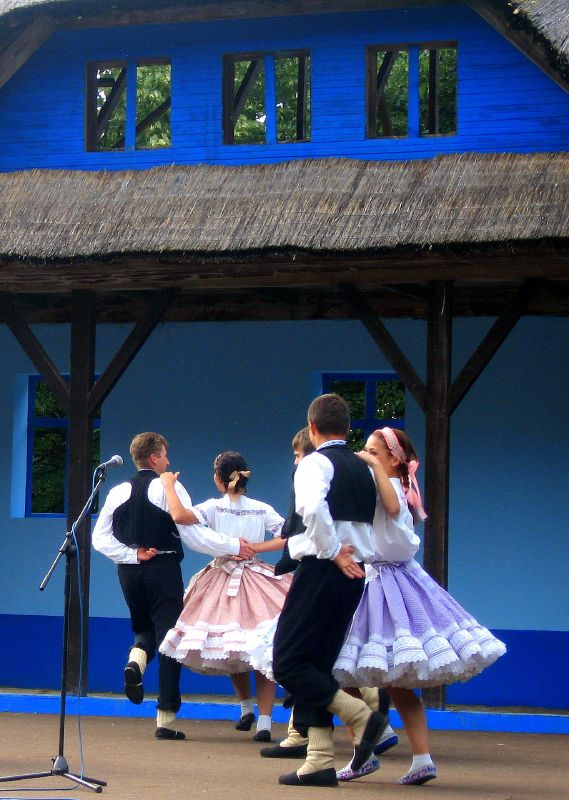
Словацький фестиваль у Воєводині

Словаки у Воєводині — велика національна меншина, що є третім за величиною етносом автономної області після сербів і угорців. За даними перепису 2011 року, чисельність словаків у Воєводині склала 50 321 осіб або 2.61 % від населення Воєводини. Словаки офіційно визнані національною меншиною, словацька мова є офіційною мовою у Воєводині, їхні права в галузі освіти, культури та інформації офіційно захищені. На відміну від більшості етнічних словаків, які є католиками, більшість воєводинських словаків є протестантами (євангелістами).

## Історія
Нинішні словаки Воєводини є нащадками поселенців, які мігрували з території сучасної Словаччини у XVIII і XIX століттях. Перші поселенці з Татр переїхали в Бачку в часи правління Карла VI. Близько 1720 року вони оселилися в Байші, близько 1740 року − у Бачкі-Петроваці, а за часів Марії Терезії оселилися в Бездані. Частина з них пізніше переселилися у Срем. 1760 року 120 словацьких родин оселилися в Селенчі, пізніше багато з них переїхали в Стару Пазову.
В кінці XVII століття словаки оселилися в Гложані, Бачка-Тополі, Банатска-Паланці, Нові-Сланкамені, Бачка-Паланці, Арадаці і Єчці та інших селищах Воєводини. На початку XIX століття словаки оселилися Ковачиці, Падині, Чоці і Банатські-Дворі. За даними перепису 1880 року чисельність словаків склала 43 318 чоловік і вони були шостою за величиною етнічною групою в сучасній Воєводині. До кінця Першої світової війни багато словаків зазнали мадяризації. Згідно з переписом 2011 року, чисельність словаків склала 52,570, і вони є третьою за величиною етнічною спільнотою Воєводини.

## Райони розселення

### Частка за округами

Частка словаків у населенні Воєводини за округами, 2011

За даними перепису 2011 року, словаки були таким чином представлені в округах Автономної області Воєводина:
| Округ               | Загальна чисельність | Чисельність словаків | Частка словаків |
| Південно-Бацький    | 615 371              | 24 670               | 4.01 %          |
| Південно-Банатський | 293 730              | 13 777               | 4.69 %          |
| Сремський           | 312 278              | 8 154                | 2.61 %          |
| Середньо-Банатський | 187 667              | 2 135                | 1.14 %          |
| Західно-Бацький     | 188 087              | 1 096                | 0.58 %          |
| Північно-Бацький    | 186 906              | 282                  | 0.15 %          |
| Північно-Банатський | 147 770              | 207                  | 0.14 %          |
| Воєводина           | 1 931 809            | 50 321               | 2.60 %          |

### Громади з найбільшим словацьким населенням
Словаки є найчисленнішим народом у двох громадах Воєводини: Ковачиці і Бачкі-Петроваці. Згідно з переписом населення 2011 року, общини з чисельністю словаків більше ніж 500 осіб:
| Община         | Населення | Словаків | Частка  |
| -------------- | --------- | -------- | ------- |
| Ковачиця       | 25 274    | 10 557   | 41.85 % |
| Бачкі-Петровац | 13 418    | 8 772    | 65.37 % |
| Новий Сад      | 341 625   | 6 393    | 1.87 %  |
| Стара Пазова   | 65 792    | 5 212    | 7.92 %  |
| Бачка-Паланка  | 55 528    | 5 047    | 9.09 %  |
| Бач            | 14 405    | 2 845    | 19.75 % |
| Шид            | 34 188    | 2 136    | 6.25 %  |
| Зренянин       | 123 362   | 2 062    | 1.67 %  |
| Панчево        | 123 414   | 1 411    | 1.14 %  |
| Алібунар       | 20 151    | 965      | 4.79 %  |
| Оджаці         | 30.154    | 835      | 2.77 %  |
| Беочин         | 15 726    | 830      | 5.27 %  |
| Пландиште      | 11 336    | 616      | 5.42 %  |

## 14-а воєводинська ударна бригада
14-а воєводинська ударна бригада Народно-визвольної армії Югославії, відома також як 1-а словацька бригада, була сформована 11 листопада 1944 року в Бачкі-Петроваці з воєводинських словаків. Увійшла до складу 51-ї воєводинської дивізії. Складалася з 3 батальйонів з чисельністю 1800 осіб, а в середині листопада після формування 4-го батальйону чисельність зросла до 2500 осіб.

## ТБ Петровец
ТБ Петровець (словац. TV Petrovec) − воєводинський регіональний канал заснований 16 листопада 1997 року у Бачкі-Петроваці. Канал веде мовлення щодня з 18:45 до 23:00 словацькою мовою. Основна мета створення каналу − підтримка словацької мови і культури серед місцевих словаків. Основні програми − інформаційні та освітні, багато програм з сільськогосподарської і торгово-промислової тематики.

## Відомі представники
- Янко Чмелик[ru] − партизан, Народний герой Югославії.
- Деян Мелег[ru] − сербський футболіст